# Planeta oceaniczna

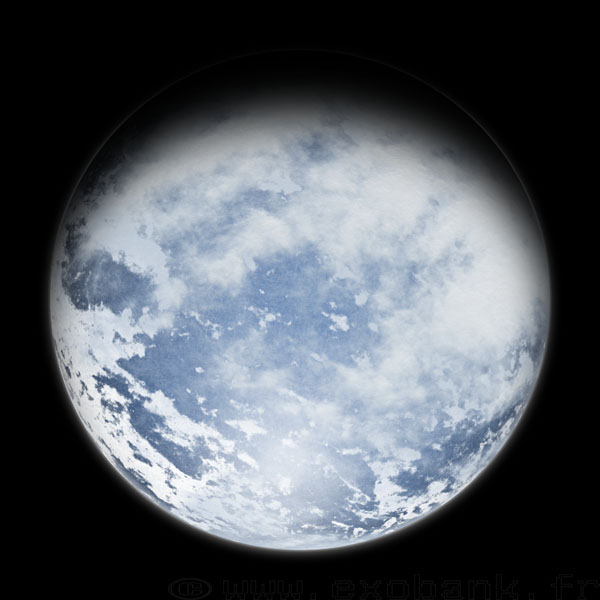
Artystyczna wizja planety oceanicznej

Planeta oceaniczna – hipotetyczny typ planety, której powierzchnia jest pokryta całkowicie wodami oceanu. W Układzie Słonecznym nie ma przykładu takiego ciała. Może ono powstać wskutek migracji planety złożonej w dużym stopniu z lodu na orbitę położoną bliżej gwiazdy.

## Geneza
Zgodnie z obecnym poglądem na powstawanie planet ciała złożone w dużym stopniu z lodu tworzą się w zewnętrznej części układu planetarnego, poza tzw. „linią śniegu”, gdzie mogą kondensować substancje lotne takie jak woda, tlenki węgla czy amoniak. Mogą one pozostać na dalekich orbitach; w naszym Układzie Słonecznym takimi planetami są Uran i Neptun, tzw. lodowe olbrzymy. Planety te posiadają znacznych rozmiarów pierwotne atmosfery wodorowo-helowe, których mogą być pozbawione przynajmniej niektóre planety krążące po ciaśniejszych orbitach.
Planeta może zmienić orbitę na skutek oddziaływania z innymi planetami lub dyskiem protoplanetarnym. Kiedy planeta przemieści się na orbitę bliższą gwiazdy, część lub całość lodu może ulec stopieniu, tworząc planetę oceaniczną. Jeżeli planeta przekroczy wewnętrzną granicę ekosfery, w której ciekła woda może istnieć na powierzchni, oceany stopniowo wyparują, aczkolwiek aż do temperatury krytycznej wody (647 K=374 °C) gorący ocean może być w równowadze termodynamicznej z atmosferą przesyconą parą. Znane są planety o masie Neptuna, w których przypadku najprawdopodobniej zaszedł taki proces; są to tzw. gorące neptuny.
Planety o masie nawet tak małej jak 0,1 masy Ziemi mogą zachować większość substancji lotnych (w tym wody) w całym okresie istnienia układu planetarnego, krążąc w odległości nie mniejszej niż 0,3 j.a. od gwiazdy podobnej do Słońca, jeżeli tylko ich migracja zajdzie po utworzeniu się planet skalistych i unikną wielkich impaktów. Planety o masie większej niż 10 mas Ziemi mogą zgromadzić znaczne ilości gazu z mgławicy wokół gwiazdy i stać się gazowymi olbrzymami.
W Układzie Słonecznym wokół planet-olbrzymów krążą liczne lodowe księżyce, spośród których część posiada globalne oceany ukryte pod lodową skorupą. W przypadku, gdy planeta posiadająca takie księżyce przemieści się do ekosfery (nie tracąc księżyców), czy to na skutek migracji, czy wzrostu jasności gwiazdy w miarę jej ewolucji, na skutek stopienia lodu mogą powstać „księżyce oceaniczne”.

## Charakterystyka

Diagram fazowy wody

Ocean pokrywający taką planetę może być znacznie głębszy niż oceany Ziemi i mieć nawet kilkaset kilometrów głębokości. Dno tego oceanu mogą stanowić skały, jeżeli większość wody jest w postaci ciekłej, lub lód o innej strukturze krystalicznej niż ten znany z życia codziennego. Pod wpływem wysokiego ciśnienia panującego na głębokości ponad kilkuset kilometrów woda krystalizuje, nawet w temperaturze kilkuset stopni Celsjusza. Spotykany zwykle na Ziemi lód Ih jest lżejszy od ciekłej wody i pływa po jej powierzchni, ale inne odmiany polimorficzne lodu, jak lód VI czy lód VII (tzw. „gorący lód”), są od niej gęstsze. Płaszcz lodowy może mieć nawet kilka tysięcy kilometrów grubości, izolując skalne wnętrze od oceanu. W takich warunkach na jego dnie nie mogą istnieć kominy hydrotermalne, a przypuszcza się, że to w ich sąsiedztwie mogło powstać życie na Ziemi. Ewentualna obecność życia na planecie oceanicznej stałaby w sprzeczności z tą hipotezą powstania życia.
Na powierzchni planet oceanicznych nie ma lądów, które powstrzymywałyby ruch mas wody, z tego powodu mogą być one bardzo burzliwe. Jeżeli temperatura powierzchniowa jest bardzo wysoka, woda może stać się płynem nadkrytycznym. W takim przypadku nie istnieje granica między atmosferą przesyconą parą wodną a oceanem.
Dzięki dużej pojemności cieplnej wody, planeta oceaniczna krążąca w ekosferze może posiadać łagodny klimat nawet w przypadku nachylenia osi obrotu sięgającego 90° (tj. gdy oś obrotu leży w płaszczyźnie orbity). W takim przypadku ocean gromadzi ciepło podczas dnia polarnego i oddaje je podczas nocy polarnej. Efekt ten występuje nawet dla oceanu o głębokości 50 m; płytsze wody powierzchniowe nie są już w stanie ochronić nieoświetlonej strony przed zamarznięciem i zlodowacenie ogarnia cały glob.

## Kandydaci
Spośród poznanych dotąd planet można wskazać ciała, których rozmiary i położenie dopuszczają, aby były to planety oceaniczne. Planeta GJ 1214 b ma promień 2,7 razy większy od Ziemi, krąży blisko swojej gwiazdy i choć prawdopodobnie składa się w 75% z wody, to są to głównie wysokociśnieniowe odmiany lodu i para. Woda w postaci cieczy, tworząca ocean, może potencjalnie istnieć na tej planecie dzięki wysokiemu ciśnieniu. Dalsze obserwacje planety potwierdzają, że zawiera ona znaczne ilości wody i gęstą atmosferę, której głównym składnikiem jest para wodna.
Planeta Kepler-22b również może być ciałem tego typu, jeżeli ma odpowiednio małą rzeczywistą masę – ok. 10 M🜨. Jest ona podobna pod względem rozmiaru do GJ 1214 b, ale krąży w ekosferze swojej gwiazdy i jeżeli występuje na niej efekt cieplarniany podobny do ziemskiego, ma średnią temperaturę 22 °C. W takim przypadku może pokrywać ją ocean skryty pod gęstą warstwą chmur, bez żadnego kontynentu na powierzchni.
Kepler-62e i Kepler-62f, odkryte przez teleskop Keplera w 2013 roku, są najprawdopodobniej planetami oceanicznymi. Ocean na drugiej z nich może być pokryty lodem morskim z powodu niskiej temperatury, o ile nie występuje tam silny efekt cieplarniany.
Jako kandydatka na planetę oceaniczną byłą wymieniana także planeta Gliese 581 d, jednak nowe analizy systemu Gliese 581 przeczą jej istnieniu.

## W fantastyce naukowej
Planety pokryte całkowicie lub w znacznym stopniu oceanem są motywem obecnym w literaturze, filmach i grach komputerowych z gatunku science-fiction. Do znanych przykładów należą:
- Kamino w filmie Gwiezdne wojny: część II – Atak klonów w reż. George'a Lucasa.
- Manaan w grze Star Wars: Knights of the Old Republic wydanej przez studio LucasArts.
- Solaris w powieści Solaris Stanisława Lema (pokryta oceanem-formą życia, a nie wodą).
- Thalassa w powieści Pieśni dalekiej Ziemi Arthura C. Clarke'a, skolonizowana w XXVIII wieku przez Ziemian, tworzących utopijną społeczność.
- Mare Infinitum pojawiająca się w cyklu Pieśni Hyperiona Dana Simmonsa.
- Hydros w powieści Oblicza wód Roberta Silverberga, której mieszkańcy żyją na sztucznych pływających wyspach.
- Ziemia po stopieniu czap lodowych w filmie Wodny świat w reż. Kevina Reynoldsa (w rzeczywistości nie zawierają one dość wody, aby ta wizja była realna[11]).
- Wenus w Ostatnich i pierwszych ludziach Olafa Stapledona. Mieszkańcami planety są półinteligentne istoty morskie „żywiące się” energią atomową, eksterminowane by zrobić miejsce dla ludzkich kolonistów (przekształconych w latających Siódmych Ludzi).
- Planeta Miller w filmie Interstellar w reż. Christophera Nolana. Według filmu bliskość czarnej dziury powoduje istnienie ponadkilometrowych fal.
- Alfa, planeta układu alfy Centauri, w powieści Fundacja i Ziemia Isaaca Asimova. Na oceanie Alfy istnieje jedna wyspa, długa na 250 km i szeroka na 65 km, na której osiedlają się uciekinierzy z ginącej Ziemi.
- W grze komputerowej Sins of a Solar Empire (z dodatkiem Forbidden Worlds), a także Endless Space, możliwa jest kolonizacja planet oceanicznych po uprzednim rozwinięciu odpowiedniej technologii.
- Bathyos w serialu animowanym "Buzz Astral z Gwiezdnej Bazy" z wytwórni Walt Disney Television Animation i studia Pixar.
- Planeta 4546b z gry Subnautica wydanej przez studio Unknown Worlds.